# 陳壽頤
陳壽頤（？—？），江西玉山县人，清朝政治人物。进士出身。
道光十九年，擔任清朝廣東省潮州府豐順縣知縣。后由李廷鑾接任。